# José Ortega Cano
Pour les articles homonymes, voir Ortega et Cano.
José María Ortega Cano, né le 27 décembre 1953 à Carthagène (Espagne, Région de Murcie), est un matador espagnol.

## Présentation
José Ortega Cano commence sa carrière dans la partie sérieuse d’un spectacle de toreo comique, tuant ainsi avec brio des animaux tout en faisant rire l’arène. Sa carrière, au cours de laquelle il a remporté de nombreux succès dans toutes les arènes, s’étend jusqu’à la fin des années 1990. Il était marié avec la chanteuse Rocío Jurado, décédée en 2006.

### Carrière
- Débuts en novillada avec picadors : le 9 septembre 1973 à Madrid (Espagne), plaza de Vistalegre, en compagnie de Frédéric Pascal et Juan Lucas. Novillos de la ganadería de Pío Tabernero de Vilvis.
- Alternative : À Saragosse (Espagne) le 12 octobre 1974. Parrain, « Manzanares » ; témoin, Paco Bautista ; taureaux de la ganadería de Osborne.
- Confirmation d’alternative à Madrid : le 14 mai 1978. Parrain, Antonio Rojas ; témoin, Lorenzo Manuel Villalta. Taureaux de la ganadería de Sotillo Gutiérrez.